# William Petow
William Petow (Warwickshire, 1482 - Londres, Abril de 1558) foi um cardeal do século XVI

## Biografia
Nasceu em Warwickshire em (Nenhuma data encontrada). Seu primeiro nome também está listado como Peter; e seu sobrenome como Petow; como Peyto; e como Peti. Filho de Edward Peto de Chesterton, Warwickshire, e Goditha, filha de Sir Thomas Throckmorton de Coughton.
Estudou na Universidade de Oxford (bacharelado em artes); incorporado na Universidade de Cambridge, 1502-1503 (mestrado em artes, 1505). Membro do Queen's College, 1506, durante a presidência de John Fisher. Incorporado MA em Oxford, 14 de junho de 1510. Entrou na Ordem dos Frades Menores Observantes (OFMObs.), também chamados de Frades Cinzentos..
Ordenado (nenhuma informação encontrada). Confessor da Princesa Maria. Provincial de sua ordem na Inglaterra desde 1522. Em 31 de março de 1532, dia de Páscoa, na igreja franciscana de Greenwich, pregou contra o divórcio do rei Henrique VIII na presença do rei. Após o sermão, ocorreu uma acalorada discussão entre Peto e Henry. Por esse motivo, ele foi preso. Libertado no final daquele ano, viajou para Antuérpia, onde publicou um livro contra o divórcio e se correspondeu com vários dos futuros mártires ingleses, entre eles Sir Thomas More e o bispo John Fisher de Rochester. Enviou frades para visitar e ajudar a rainha Catarina de Aragão. Em 1537, ainda nos Países Baixos, conheceu o cardeal Reginald Pole. Foi para a Itália e conheceu o cardeal Gian Pietro Carafa, futuro Papa Paulo IV. Em 1539, enquanto estava na Itália, foi incluído no Ato de Attainder aprovado contra a família polonesa e seus adeptos..
Eleito bispo de Salisbury em 30 de março de 1543. Consagrado (nenhuma informação encontrada). Na época, ele não conseguiu obter a posse de sua diocese. Quando a Rainha Maria I Tudor ascendeu ao trono em 1553, ele retornou à Inglaterra e ao convento franciscano de Greenwich. Não tentou tomar posse da sua diocese. A rainha novamente o escolheu como seu confessor..
Criado cardeal sacerdote no consistório de 14 de junho de 1557; nunca recebeu o chapéu vermelho e o título. Legado a latere na Inglaterra no lugar do Cardeal Reginald Pole, 1557. Irritada com a destituição do Cardeal Pole pelo papa, a Rainha Maria deu ordens para prender o mensageiro que trazia para a Inglaterra o barrete vermelho e a bula de nomeação para o cardinalato; os documentos foram enviados para Westminster. O recém-criado cardeal procurou ser dispensado de aceitar a promoção devido à sua idade e problemas de saúde e ficou feliz por permanecer no seu convento. Quando o papa enviou o seu sobrinho à Flandres para resolver vários assuntos com o rei Felipe II, o sobrinho também foi encarregado de tentar persuadir o cardeal Peto a visitar Roma, mas não teve sucesso..
Morreu em Londres em Abril de 1558. Sepultado, convento franciscano de Greenwich.